# Comuna Kerteminde (1970-2006)
Kerteminde (Kerteminde Kommune) a fost o comună din comitatul Fyns Amt, Danemarca, care a existat între anii 1970-2006. Comuna avea o suprafață totală de 143,12 km² și o populație de 11.011 de locuitori (în 2006), iar din 2007 teritoriul său face parte din comuna Kerteminde.
1. ↑  Danske borgmestre 1970-2018 (PDF)